# 비너스 프로젝트 (프랜차이즈)
비너스 프로젝트(일본어: ヴィーナス プロジェクト, 영어: Venus Project)는 소프트웨어 및 3D 캐릭터 스튜디오 갈라트(Galat)가 구상한 일본의 멀티미디어 프랜차이즈이다. 이 프로젝트에는 가까운 미래에 일본에 거주하는 일본 아이돌이 참여한다. 플레이스테이션 비타용 비디오 게임은 2015년 4월에 출시되었다. 애니메이션 TV 시리즈는 2015년 7월부터 9월까지 일본에서 방영되었다. 웹 만화도 출시될 예정이다.